# Semiothisa indentata
Semiothisa indentata är en fjärilsart som beskrevs av W. Warren 1904. Semiothisa indentata ingår i släktet Semiothisa och familjen mätare. Inga underarter finns listade i Catalogue of Life.